# Michele Cammarano
Michele Cammarano (n. 23 februarie 1835, Napoli, Regatul celor Două Sicilii – d. 21 septembrie 1920, Napoli, Italia) a fost un pictor italian, cunoscut mai ales pentru scenele sale de luptă, deși a lucrat cu o mare varietate de subiecte.

## Biografie
Bunicul său a fost Giuseppe Cammarano⁠(d), pictor și scenograf, iar tatăl său a fost Salvadore Cammarano, un celebru libretist de operă care a scris pentru Giuseppe Verdi. S-a înscris la Accademia di Belle Arti di Napoli în 1853. Ulterior, a studiat cu Gabriele Smargiassi⁠(d), Giuseppe Mancinelli⁠(d) și frații Palizzi (Filippo⁠(d) și Giuseppe⁠(d)), pictori în stil naturalist. Prima sa expoziție a avut loc în 1855 la „Real Museo Borbonico. 
Cu toate acestea, în 1860, a devenit fascinat de Giuseppe Garibaldi și s-a înrolat în „Guardia Nazionale” pentru a ajuta la eliminarea Brigantaggio⁠(d); un pas important în reunificarea Italiei. Experiențele sale au avut o influență decisivă asupra carierei sale artistice. Un scurt sejur la Florența după serviciul militar l-a adus în contact cu Macchiaioli⁠(d), care au avut, de asemenea, o anumită influență. În 1863, una dintre picturile sale a fost achiziționată de regele Victor Emmanuel al II-lea.
În 1865, s-a mutat la Roma, apoi, în 1867, la Veneția. În 1870, admirația sa pentru Gustave Courbet l-a dus la Paris. Era hotărât să-l cunoască pe Courbet, ceea ce a făcut și, în timp ce se afla acolo, a descoperit lucrările lui Théodore Géricault.
În 1888, a fost însărcinat de guvernul italian să creeze o pânză monumentală înfățișând bătălia de la Dogali (1887). După ce a citit despre geografia și obiceiurile locale, s-a mutat la Massawa pentru a inspecta personal locul bătăliei și a rămas aproape cinci ani pentru a finaliza pictura. În timp ce se afla acolo, a creat și peisaje și portrete ale localnicilor.
În 1900, a fost numit succesor al fostului său profesor, Filippo Palizzi, ca profesor la Institutul din Napoli. După aceea, productivitatea sa a scăzut; deși a efectuat câteva călătorii în Sicilia pentru a picta peisaje. O stradă din Napoli a fost numită după el.

## Picturi (selecție)

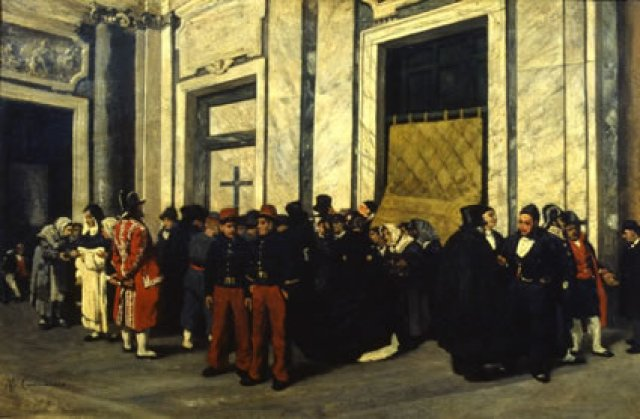
The Atrium of Santa Maria Maggiore (1865/66)
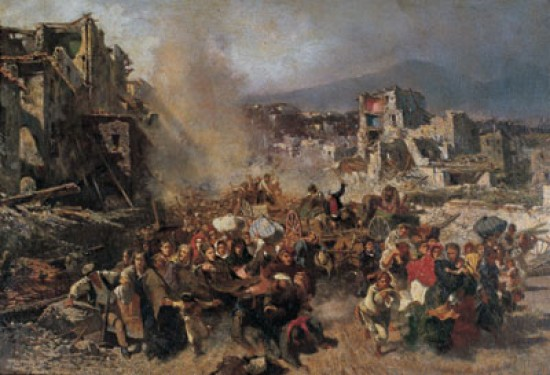
The Effects of an Earthquake (date unknown)
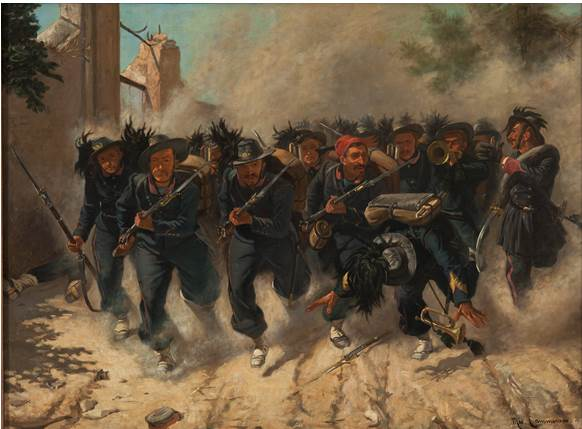
The Infantry at Porta Pia⁠(d) (1871), Museo di Capodimonte⁠(d)
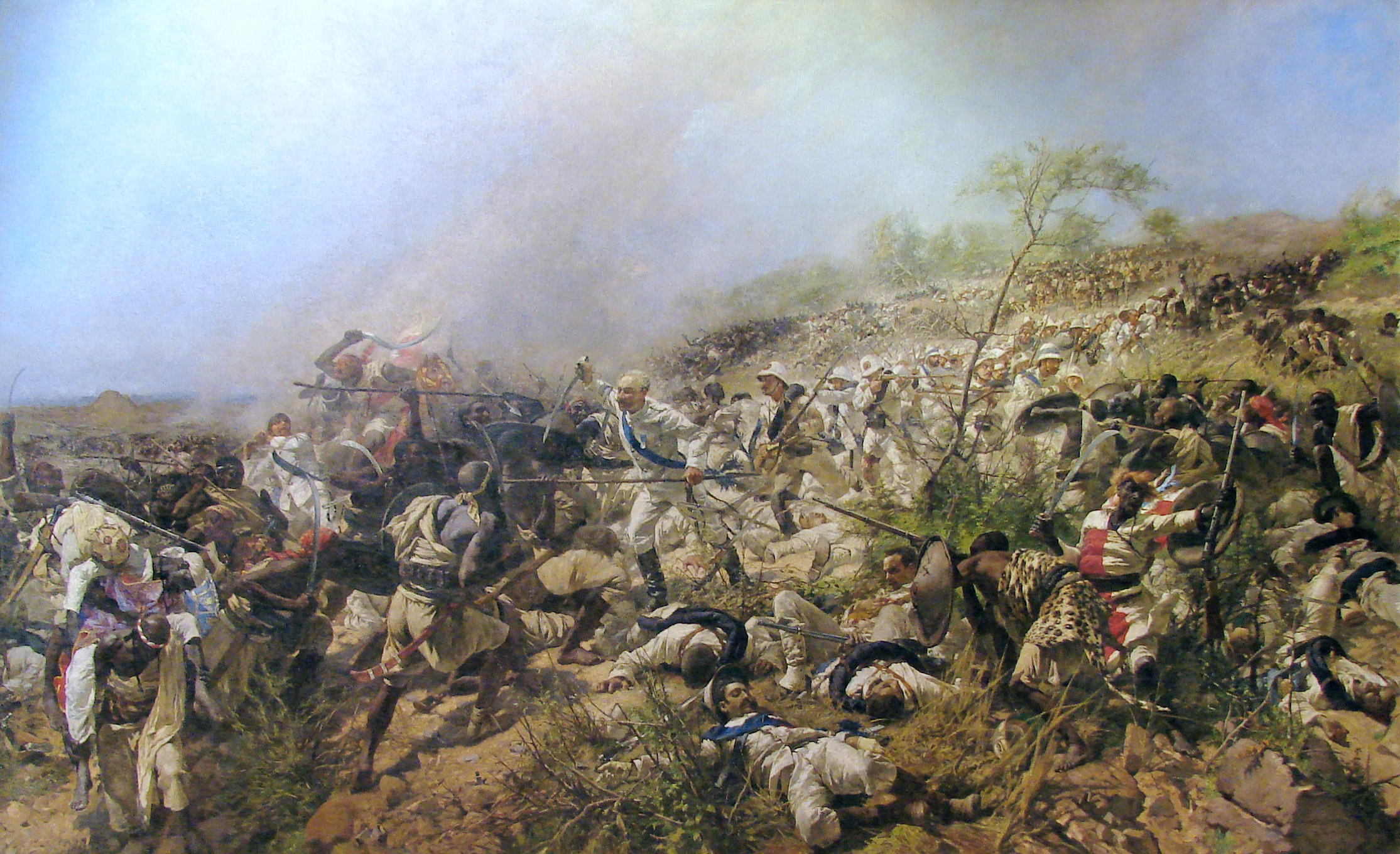
The Battle of Dogali⁠(d) (1896)
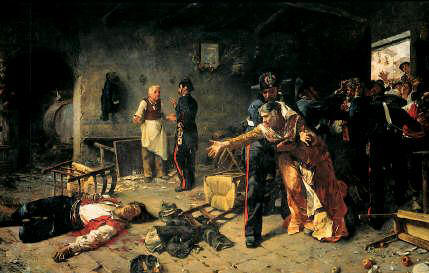
Game of Trumps (1886)